# Fokker F.XXII
Fokker F.XXII byl nizozemský čtyřmotorový dopravní letoun pro 22 cestujících navržený a vyráběný v 30. letech 20. století u společnosti Fokker. 

## Vznik a vývoj
Typ vznikl jako zmenšená verze Fokkeru F.XXXVI, a jednalo se o samonosný hornoplošník s pevným podvozkem záďového typu. Pohon zajišťovaly čtyři hvězdicové motory Pratt & Whitney Wasp instalované v náběžné hraně křídla. První kus, imatrikulovaný PH-AJP, poprvé vzlétl v roce 1935, a byl následován dvěma sériovými kusy, také určenými pro KLM. Čtvrtý letoun byl postaven pro švédskou leteckou společnost AB Aerotransport.

## Historie nasazení
Jeden letoun KLM havaroval v červenci 1935, a ostatní pokračovaly ve službě až do srpna 1939, kdy byly prodány do Spojeného království společnostem British American Air Services a Scottish Aviation. Ta o měsíc později získala i exemplář původně vlastněný British American Air Services, který používala k výcviku navigace. V říjnu 1941 byly oba letouny převzaty do služby Royal Air Force a užívány k transportním a výcvikovým účelům. Jeden letoun který přežil dobu války byl po jejím skončení vrácen společnosti Scottish Aviation, která jej používala na trase Prestwick-Belfast až do roku 1947, kdy byl uzemněn.
Švédský exemplář, pojmenovaný Lappland, byl nasazen na pravidelné lince Amsterdam-Malmö, až do června 1936, kdy byl zničen při nehodě.
Britský výrobce Airspeed Ltd. získal licenční práva na F.XXII  pro britský trh, kam jej plánoval dodávat pod označením Airspeed AS.16, ale nezískal žádné zakázky.

## Nehody
- 14. července 1935 Fokker F.XXII KLM, imatrikulovaný PH-AJQ a pojmenovaný Kwikstaart havaroval při vzletu z letiště Schiphol, přičemž zahynulo šest z dvaceti osob na palubě.[2]
- 9. června 1936 F.XXII společnosti AB Aerotransport (imatrikulace SE-ABA, Lappland) havaroval při pokusu o nouzové přistání na letišti Bulltofta, po výpadku tří motorů. Zahynula jedna osoba z třinácti na palubě.[3]
- 3. července 1943 F.XXII Royal Air Force (sériové číslo HM159) po vypuknutí požáru během letu spadl do Loch Tarbert ve Skotsku, přičemž život ztratilo všech dvacet osob na palubě.[4]

## Uživatelé

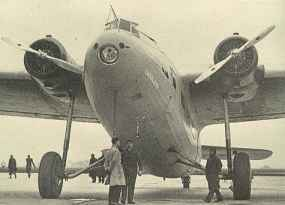
Fokker F.XXII

### Civilní
- Nizozemsko
  - KLM
- Spojené království
  - British American Air Service
  - Scottish Airlines
  - Scottish Aviation
- Švédsko
  - AB Aerotransport

### Vojenští
- Spojené království
  - Royal Air Force
    - 24. peruť RAF

## Specifikace

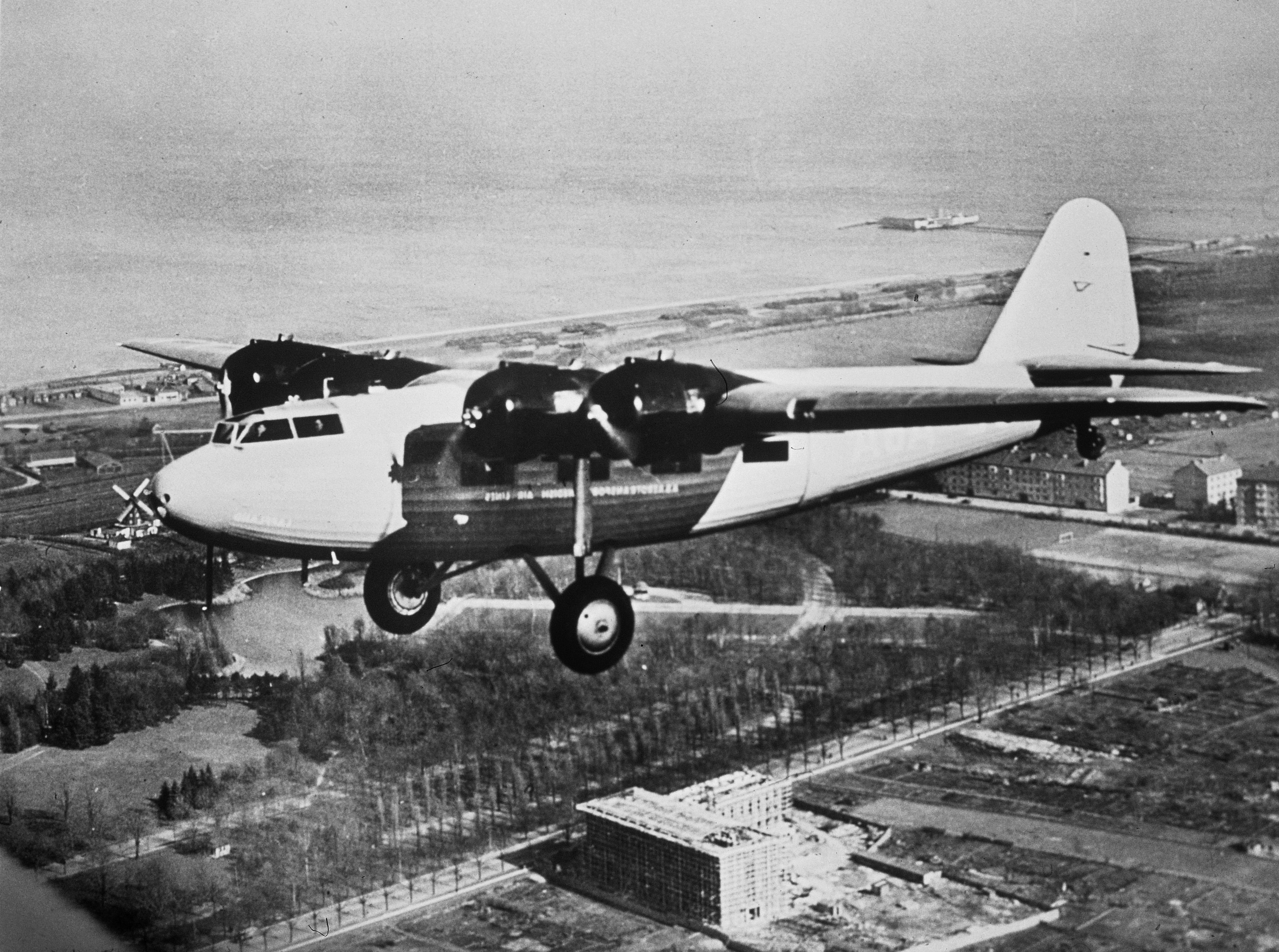
Fokker F.XXII

Údaje podle

### Hlavní technické údaje
- Osádka: 4 (dva piloti, radista a palubní průvodčí)
- Kapacita: 22 cestujících
- Rozpětí křídel: 30 m
- Délka: 21,52 m
- Výška: 4,60 m
- Prázdná hmotnost: 8 100 kg
- Maximální vzletová hmotnost: 13 000 kg
- Pohonná jednotka: 4 × vzduchem chlazený devítiválcový hvězdicový motor Pratt & Whitney Wasp T1D1
- Výkon pohonné jednotky: 500 hp (373 kW)

### Výkony
- Maximální rychlost: 285 km/h
- Dolet: 1 350 km
- Dostup: 4 900 m